# Саксонські війни
Саксо́нські ві́йни — завойовницькі війни, які Карл Великий вів із саксами з 772 по 804 роки. Їхнім результатом стало включення Нижньої Саксонії до складу Франкської імперії і прийняття саксами християнства. У той час сакси поділялися на західних (вестфальських), центральних (енграрійських), східних (остфальських) і північних (нордальбінгенських).

## Ранні війни
Сакси виділялися серед племен Німеччини своєю войовничістю і прихильністю до язичницьких культів. Межа франків з ними була погано визначена, бо майже скрізь проходила по голій рівнині, а не по річкових перешкодах. Тут постійно відбувалися вбивства, грабежі та підпали. На державній асамблеї в Вормсі Карл оголосив про початок війни з саксами. У 772 році Карл уперше вторгся в Саксонію, зруйнував фортецю Ересбург і скинув поганську святиню — ідола Ірмінсула.
У 775 році на чолі великої армії Карл досяг землі остфалів і дійшов до річки Окер, взяв заручників і залишив сильні гарнізони в Ересбурзі і Сігібурзі. Наступної весни завдяки контрнападу, сакси повернули контроль над Ересбургом. Після цього Карл змінив тактику, вирішивши створити «укріплений рубіж» (марку), який повинен був охороняти франків від вторгнень саксів. В 776 році він, знову зміцнивши Ересбург і Сігібург, побудував нову фортецю Карлсбург і залишив у прикордонній зоні священників для навернення язичників-саксів в християнську віру, яке спочатку йшло досить успішно. У 777 році сакси знову були розбиті, і тоді більшість західно-саксонських еделінгів (племінна знать) на зборах в Падерборні визнало Карла своїм повелителем.

## Повстання Відукінда

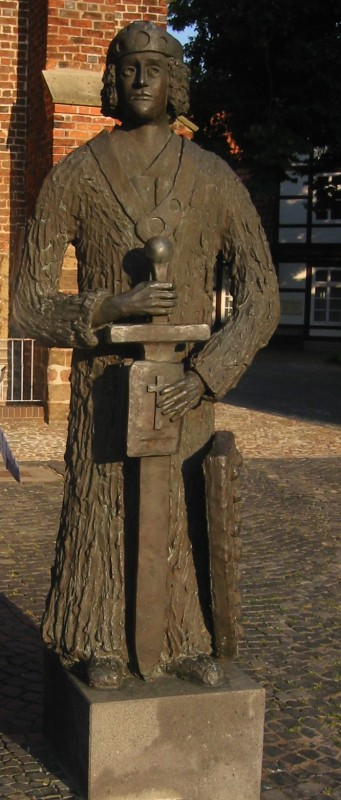
Пам'ятник Відукінду в Нінбургу

Тим часом сакси-вестфали, об'єднавшись навколо Відукінда, який в 777 році не з'явився в Падерборн, а втік до данського короля Зігфріда, забули свої присяги й показне навернення до християнства, і знову почали війну. В 778 році, перейшовши кордон біля Рейну, вони піднялися по правому березі річки до Кобленца, все випалюючи і грабуючи на своєму шляху, а потім, навантажені багатою здобиччю, майже без перешкод повернулись назад. В 779 році Карл вторгся в Саксонію і пройшов всю країну, ніде не зустрічаючи опору. Знову, як і колись, у його табір з'явилося безліч саксів, які дали заручників і присяги у вірності. Проте король вже не вірив їм.
На наступний рік Карлу зі своєю армією і священнослужителями вдалося пройти до самої Ельби — межі між саксами та слов'янами. На цей час у Карла вже був стратегічний план, який зводився, загалом, до підкорення всієї Саксонії через християнізацію. У цьому Карлу дуже допоміг англосакс Віллегад, доктор богослов'я, що узявся до насадження нової віри. Всю Саксонію Карл розділив на адміністративні округи, на чолі яких поставив графів.
Для утихомирення слов'ян-сорбів, що напали на прикордонні землі Саксонії та Тюрингії, Карл направив військо, до складу якого вже входили і вірні Карлу сакси. Але в цей час з Данії повернувся Відукінд Саксонський. Вся країна негайно повстала, звівши нанівець усі досягнення Карла. Безліч франків та саксів, що прийняли нову віру, було перебито, а християнські храми зруйновані. Військо, надіслане проти сорбів, потрапило в засідку біля Везера у гори Зюнтель і в битві було майже повністю перебито. Одночасно посилилося невдоволення нововведеннями Карла і у Фризії.

## Верденська різанина
Карл Великий зібрав нову армію, викликав до себе у Верден саксонських старійшин і примусив їх видати 4500 призвідників повстання. Їх обезголовили в один день. Відукінд встиг втекти. Карл оприлюднив так званий «Перший Саксонський капітулярій», за яким невірність королю і всяке порушення громадського порядку каралося смертю. «Капітулярій» містив заходи з викорінення язичництва.
В 783 році відбулися битва при Детмольді і наступна за нею битва на Хазі (поблизу Оснабрюка), які принесли перемоги війську Карла Великого. Наступні 784 та 785 роки Карл майже безвиїзно залишався в Саксонії. В ході завзятої війни він винищував саксів в боях і каральних рейдах, брав сотні заручників, вивозячи їх з країни, нищив селища і хутори непокірних.

## Перелом
Зиму 784–785 років король провів в Саксонії, в Ересбургу, куди він переселився разом з родиною. Влітку 785 року франки перейшли Везер. Знекровлений багатьма поразками Відукінд запросив пощади і зав'язав з Карлом переговори в Бернгау. Восени вожді саксів Відукінд і Аббіо з'явилися до двору Карла в Аттіньї, в Шампані, і хрестилися, причому Карл став хрещеним батьком Відукінда. Сакси присягнули на вірність і отримали з рук короля дари. У війні відбувся перелом. Літопис під 785 роком зазначає, що король франків «підкорив всю Саксонію». Після цього опір переможених став слабшати.

## Повстання 793 року
Однак в 793 році на півночі знову спалахнуло повстання, що охопило не тільки Саксонію, але й інші території, на яких жили фризи, авари та слов'яни. В 794–799 роках знову йшла війна, яка мала вже характер винищувальної, що супроводжувалася масовими захопленнями заручників і полонених, яких навертали на рабів і вивозили у внутрішні області королівства.
Сакси запекло пручалися, особливо наполегливо в Нордальбінгії. Бажаючи досягти перемоги над ними, Карл уклав союз зі слов'янами-бодричами, ворогами саксів, і знову разом з сім'єю провів зиму 798–799 в Саксонії в районі Везера, де облаштував табір, а по суті вибудував нове місто з будинками і палацами, назвавши це місце Герштель, тобто «Стоянка армії».
Навесні, покинувши Герштель, Карл підійшов до Міндена і спустошив всю область між Везером і Ельбою, у той час, як його союзники бодричі успішно воювали в Нордальбінгії. Влітку 799 року король разом з синами вирушив в останній похід проти саксів. Сам він залишався в Падерборні. Тим часом Карл Юний завершив утихомирення Нордальбінгії. Як завжди, Карл повернувся до Франції, ведучи з собою безліч саксів з дружинами і дітьми для розселення їх у внутрішніх областях держави.
Щоб остаточно замирити саксів, Карл Великий видав (797) новий Саксонський капітулярій, яким скасовувався режим терору, встановлений капітулярієм 785 року, і вводилася рівність франків і саксів перед законом. У Міндені, Оснабрюку, Фердені, Бремені, Падерборні, Мюнстері й Гільдесгаймі були засновані саксонські єпископські кафедри, що належали почасти до Кельнської, почасти до Майнцької єпархії.